# Jessica Simpson
Jessica Ann Johnson (nhũ danh Simpson, sinh ngày 10 tháng 7 năm 1980) là ca sĩ, diễn viên và nhà thiết kế thời trang người Mỹ. Jessica kí hợp đồng thu âm với hãng Columbia Records khi chỉ mới 16 tuổi và ra mắt album đầu tay vào năm 1999. Album được tiêu thụ hơn 4 triệu bản toàn thế giới, bài hát nổi bật nhất của album là "I wanna love you forever" (1999) trụ top 3 trong khoảng thời gian dài. Hi vọng sẽ đạt được thêm thành công với album thứ hai, Jessica thử nghiệm hình ảnh trưởng thành hơn cho album Irresistible (2001), đĩa đơn cùng tên với album trụ hạng 2 trên bảng xếp hạng Billboard Hot 100. Album cũng đạt được chứng nhận vàng của Hiệp hội thu âm Mỹ. Jessica kết hôn với ca sĩ Nick Lachey vào ngày 26 tháng 10 năm 2002 sau 4 năm hẹn hò. Cặp đôi cùng nhau xuất hiện trong chương trình truyền hình thực tế Newlyweeds: Nick và Jessica (2003-05) trên kênh MTV, kể về cuộc sống hôn nhân và sự nghiệp. Chương trình trở nên nổi tiếng và làm tên tuổi của Jessica và Nick được nhiều người biết đến. Tuy nhiên cuộc hôn nhân của họ không kéo dài, vào tháng 11 năm 2005, cả hai công bố đã ly thân; Jessica đệ đơn ly dị theo sau đó vì những bất đồng không thể giải quyết.
Album phòng thu thứ 3 mang tên In This Skin (2003) là album thành công nhất trong sự nghiệp của Jessica, đạt doanh thu hơn 7 triệu bản trên toàn thế giới. Album được xem là phần tiếp theo của đĩa đơn thành công trước đó là "With you" (2003) vốn đạt chứng nhận vàng của Hiệp hội thu âm Mỹ. Cô cũng bắt đầu sự nghiệp diễn xuất với vai diễn Daisy Duke trong bộ phim "The Dukes of Hazzard" (2005); bộ phim thành công về mặt thương mại nhưng lại nhận rất nhiều ý kiến và nhận xét tiêu cực. Cô cũng thu âm ca khúc chủ đề cho bộ phim là "These Boots Are Made for Walking" (2005), bài hát cũng đạt thứ hạng cao trong top 20 của bảng xếp hạng Billboard Hot 100.
Bên cạnh sự nghiệp âm nhạc, cô cũng cho ra mắt bộ sưu tập The Jessica Simpson vào năm 2005, đây là dòng quần áo thời trang và những mặt hàng khác. Thương hiệu có doanh thu hơn 1 tỉ đôla và được xem là một trong những thương hiệu bởi người nổi tiếng thành công nhất. Album phòng thu thứ năm của cô là A Public Affair (2006) không đạt được doanh thu và thành công như mong đợi. Sau đó Jessica cũng tham gia bộ phim Employee of the Month (2006). Jessica ra mắt album thứ 6 theo phong cách đồng quê. Kế hoạch này bị nhiều nhà phê bình chỉ trích nhưng vẫn đạt thứ hạng đầu tiên trên những bảng xếp hạng nhạc đồng quê. Jessica tham gia chươn trình thực tế The Price of Beauty (2010) và là thành viên của ban giám khảo cho hai mùa của chương trình Fashion Star (2012-13). Cô tái hôn với Eric Johnson và có hai con. Jessica cũng thông báo về việc sẽ phat hành album thứ 8 của mình, dự kiến sẽ được ra mắt trong năm 2018.

## Cuộc sống và sự nghiệp

### 1980-98: Thời thơ ấu và bắt đầu sự nghiệp
Jessica Ann Simpson được sinh ra ở Abilene, bang Texas. Cô là con đầu của bà Tina Ann (nhũ danh Drew), làm nghề nội trợ, và ông Joseph "Joe" Simpson, là nhà tâm lý học và hội trưởng hội Baptist. Hai người kết hôn vào năm 1978 và đã ly hôn vào năm 2013. Jessica kể rằng cô lớn lên ở Dallas nhưng ba mẹ của cô hiện giờ đang sinh sống ở McGregor, Texas. Jessica là con đầu và cô còn có một em gái là ca sĩ Ashlee Simpson. Cô theo học ở Trung học J. J Pearce nhưng bỏ học sau đó ngay khi sự nghiệp cất cánh, sau đó cô theo học để lấy GED. Là con gái của hội trưởng hội Thánh, Jessica được nuôi dạy kĩ lưỡng với niềm tin mãnh liệt. Ba cô tặng cô chiếc nhẫn trinh tiết vào năm 12 tuổi. Cô cùng gia đình di chuyển thường xuyên do tính chất công việc của ba cô, mặc dù chủ yếu dành thời gian ở Texas. Ba thường nhận những người mẹ đơn thân cho họ ở nhà của mình trong một thời gian ngắn.
Jessica tham gia nhóm hát ở nhà thờ lúc còn bé. Khi cô 11 tuổi, cô nhận ra rằng mình muốn trở thành ca sĩ lúc còn ở nhóm hát. Cô tham gia thử giọng cho Câu lạc bộ Mickey Mouse lúc 12 tuổi bằng màn trình diễn ca khúc "Amazing Grace" và nhảy theo ca khúc "Ice Ice Baby" (1990). Cô lọt vào nhiều vòng, trở thành một trong những tham dự vòng tứ kết cùng với Britney Spears, Christina Aguilera và Justin Timberlake. Jessica thừa nhận rằng đó mình đã rất lo lắng trong phần trình diễn chung kết của mình sau khi thấy Christina Aguilera trình diễn, tuy nhiên Jessica đã không được chọn. Jessica sau đó đã trình diễn lại màn biển diễn của mình là nhà thờ và nhận được sự chú ý của người đứng đầu hãng thu âm thuộc dòng. Người đó đã đề nghị Jessica đi thử giọng và ngay lập tức kí hợp đồng với cô sau khi nghe cô trình diễn bài "I Will Always Love You" (1973) của Dolly Parton. Jessica bắt đầu thu âm album đầu tiên với hãng Proclaim Records, và đi tour để quảng bá album. Cha của Jessica sau đó đã công bố rằng cô dừng việc đi tour quảng bá vì nghĩ rằng kích cỡ ngực của cô khiến nhiều người đánh giá rằng nó quá "gợi cảm" với dòng nhạc cô đang theo đuổi.
Album đầu tiên của cô tên Jessica không bao giờ được ra mắt do hãng Proclaim phá sản; dù vậy, bà của cô đã tự tay gây quỹ để giúp cô ra mắt album. Khoảng thời gian ngắn sau đó, Jessica nhận được nhiều lời mời thử giọng sau khi Jessica được gửi đến nhiều hãng thu âm và nhà sản xuất nhạc. Nhưng cô lại ấn tượng nhất với Tommy Mottola, người bấy giờ là chồng của Mariah Carey và chủ hãng Columbia Records. Tommy kí hợp đồng thu âm với cô và nói rằng "cô ấy có vẻ ngoài thật tuyệt vời và thái độ nghiêm túc, khác lạ hơn so với Britney Spears và những người còn lại; cô ấy có thể hát được". Jessica bắt tay làm việc cho album đầu tya ở Orlando, Florida. Tommy mong muốn sẽ quảng bá Jessica khác hơn sơ với Britney và Christina vốn đang nổi tiếng khi theo thể loại nhạc khá gợi cảm. Trong thời gian chú tâm cho album đầu tay, Jessica nhận cha của mình là ông Joe thành trợ lý và mẹ là bà Tina làm stylist. Trong một buổi tiệc Giáng Sinh năm 1998, Jessica gặp gỡ thành viên của nhóm nhạc 98 Degrees là Nick Lachey, cả hai bắt đầu hẹn hò; Nick sau này tiết lộ sau khi rời bữa tiệc, anh trở về nhà và thông báo với mẹ của mình rằng một ngày nào đó anh sẽ lấy Jessica.

### 1999-2001: Thành công đột phá với album đầu tay.
Jessica bắt tay làm album đầu tiên vào năm 1998. Tommy muốn Jessica truyền tải hình ảnh "không gợi cảm" trong suốt thời gian quảng bá, như một cú chọi lại với Britney Spears và Christian Aguilera. Tommy tin rằng hình ảnh này sẽ giúp nhiều người nghe cảm thấy "đồng cảm" hơn, dẫn tới doanh thu sẽ tăng cao. Jessica cũng thông báo về việc sẽ không quan hệ tình dục cho tới khi kết hôn như Tommy quyết định. Đĩa đơn đầu tiên của cô là "I Wanna Love You Forever" (1999) được phát hành vào ngày 28 tháng 9. Đĩa đơn đạt nhiều thành công ở nhiều nơi khác nhau, phải kể đến là đạt thứ hạng 3 trên bảng xếp hạng Billboard Hot 100 ở Mỹ. Bài hát cũng nhận được chứng nhận bạch kim từ Hiệp hội thu âm Mỹ vì đã đạt doanh số hơn 1 triệu bản toàn quốc. Album cũng đạt được thành công ở nhiều nơi khác nhau, bao gồm những nước ở Châu Âu.
Album phòng thu đầu tay là Sweet Kisses được ra mắt vào ngày 23 tháng 11 năm 1999. Album đạt doanh số hơn 65,000 bản ở tuần đầu phát hành, đạt thứ hạng 65 trên bảng xếp hạng Billboard 200 ở Mỹ. Để quảng bá cho ca khúc "Where You Are" (2000) là đĩa đơn tiếp theo, bạn trai lúc bấy giờ của Jessica là Nick Lachey cũng góp giọng trong ca khúc. "I Think I'm In Love With You" (2000) là đĩa đơn thứ 3 và cũng là cuối cùng, cũng đạt được thành công ở thị trường Mỹ. Với thành công của ca khúc thứ ba trong album, Sweet Kisses đạt thứ hạng 25 trên bảng xếp hạng Billboard 200 vào tháng 8 năm 2000. Album bán được hơn 2 triệu bản ở Mỹ và nhận chứng nhận bạch kim đôi từ Hiệp hội thu âm M; đồng thời cũng bán hơn 4 triệu bản toàn thế giới. Jessica cũng tham gia tour lưu diễn cùng với nhóm nhạc của bạn trai Nick là 98 Degrees, như một hành động để quảng bá cho Sweet Kisses suốt năm 2000 sau đó.
Jessica bắt đầu thu âm album thứ hai vào năm 2000, hi vọng sẽ có nhiều bài hát thích hợp để phát trên radio cũng như có giai điệu sôi động. Trong suốt thời gian chuẩn bị cho album mới, Jessica bắt đầu hình ảnh trưởng thành hơn, được cho là quyết định của lẫn Jessica và hãng thu âm với hi vọng đạt được thành công như Britney Spears. Trong quá trình thu âm, Jessica chia tay với Nick để tập trung mở rộng sự nghiệp; cả hai sau đó đã quay lại vào tháng 9 cùng năm. Vào tháng 7 năm 2001, trong một bài phỏng vấn cho báo Coventry, Jessica nói rằng "tôi làm album Sweet Kisses lúc chỉ mới 17 tuổi và bây giờ tôi đã sắp 21 tuổi cho nên sẽ có sự thay đổi lớn 4 năm cho album lần này". Jessica ra mắt bài hát đầu tiên tên "Irresistible" (2001) làm đĩa đơn vào tháng 4. Đĩa đơn nhận được nhiều ý kiến khác nhau từ nhà phê bình do chủ đề lần này có hơi hướng "gợi dục", mặc dù đây là ca khúc đạt thứ 2 trong top 20 những bài hát hay nhất trên bảng xếp hạng Billboard Hot 100.
Jessica ra mắt album phòng thu thứ 2 mang tên Irresistible (2001) vào tháng 5. Album đạt doanh số hơn 127 ngàn bản ở Mỹ trong tuần đầu phát hành, đạt thứ hạng 6 trên bảng xếp hạng Billboard 200. Mặc dù doanh số kì này gần như gấp đôi doanh số của album đầu tiên nhưng Irresistible gần như không thể bằng với album đầu tiên; đĩa đơn cũng nhận được chứng chỉ vàng từ Hiệp hội thu âm Mỹ cho 500,000 bản đã được bán ra. "A Little Bit" (2001) là đĩa đơn thứ hai và cũng là cuối cùng, cũng không đạt được thành công như mong đợi. Để quảng bá bài hát, Jessica làm người hát mở màn cho Total Request Live Tour cùng với Destiny's Child và Nelly. Sau đó Jessica rời chương trình để làm tour DreamChaser của mình (2001), Jessica cũng mời vũ công phụ họa cho màn trình diễn; tuy nhiên tour lưu diễn bị hủy bỏ vì vu tấn công này 11 tháng 9.

### 2002-05: Kết hôn với Nick và danh tiếng vươn xa.
Jessica tuyên bố đính hôn với Nick vào tháng 2 năm 2002, buổi lễ được cử hành ở Austin, Texas vào ngày 26 tháng 10. Jessica bắt đầu thu âm album thứ 3 vào năm 2002. Đĩa đơn đầu tiên của album là "Sweetest Sin" (2003) được cho là có lời bài hát ẩn ý về việc Jessica trao trinh tiết của mình cho Nick. Tuy nhiên bài hát lại không đạt thành công thương mại như mong đợi. Cha của Jessica gợi ý kênh MTV sản xuất một chương trình thực tế cho Jessica và Nick, show truyền hình Newlyweeds: Nick và Jessica được lên kế hoạch. Chương trình này vốn dĩ chú trọng về mối hôn nhân giữa Michael Jackson và Lisa Marie Presley nhưng sau đó cả hai dừng ghi hình và cho phép Nick và Jessica thay thế họ. Chương trình chủ yếu về cuộc hôn nhân của Nick và Jessica cũng như quá trình thu âm album thứ ba của Jessica, được lên sóng vào ngày 19 tháng 8 năm 2003. Chương trình trở thành chương trình ăn khách nhất với việc khắc họa hình tượng "cô nàng tóc vàng hoa" của Jessica, điều này đã giúp cả hai có thêm danh tiếng. Series này là thành công rực rỡ của MTV và được phát sóng 3 mùa liên tiếp cho tới năm 2005.
Album thứ ba là In This Skin (2003) được phát hành vào ngày côn chiếu show truyền hình của cả hai, được dùng làm công cụ quảng bá cho album. In This Skin đạt thứ hạng thứ 10 trên bảng xếp hạng Billboard 200, bán được 64 ngàn bản trong tuần đầu tiên. Tuy nhiên doanh số này được xem là thấp nhất trong sự nghiệp của Jessica lúc bấy giờ. In This Skin nhanh chóng tụt hạng và chỉ bán được 565 ngàn bản tính tới tháng 1 năm 2004. Jessica tiếp tục ra mắt đĩa đơn "With You" (2003) vào tháng 10. Đĩa đơn này nhanh chóng trở thành hit, đạt top 20 trên bảng xếp hạng Billboard Hot 100 và đứng hạng đầu trên bảng xếp hạng Mainstream Top 40 dựa trên lượt người nghe trên radio. Jessica cũng trình diễn bài hát này trong hiệp giải lao của giải Super Bowl. Cô bắt đầu thu lại nhiều ca khúc cho In This Skin, được phát hành lần nữa vào tháng 3 năm 2004. Điều này đã giúp doanh số tăng đột biến; In This Skin bán được hơn 4 triệu bản ở thị trường Mỹ. Cả hai bài hát "Take my breath away" (2004) và "Angels" (2004) là hai đĩa đơn trong album làm lại này.
Jessica cùng Nick góp mặt trên chương trình đặc biệt của đài ABC mang tên The Nick and Jessica Variety Hour vào tháng 4, cùng với nhiều sự góp mặt của nhiều người nổi tiếng khác như Jewel và Mr. T. Cùng tháng đó, cô ra mắt dòng sản phẩm mang tên Jessica Simpson Desserts by Jessica Simpson Cosmetics hợp tác với Randi Shinder, nhấn mạnh tất cả sản phẩm đều ăn được. Jessica bắt đầu tour lưu diễn mang tên Reality (2004) suốt thị trường Bắc Mỹ vào tháng 6; tour lưu diễn thành công về mặt doanh thu và kết thúc vào tháng 10 cùng năm. Suốt khoảng thời gian này, Jessica và chồng thường xuyên xuất hiện với vai trò khách mời trên show The Ashlee Simpson, được xem là bệ phóng sự nghiệp của em gái Jessica là Ashlee. Album thứ tư của Jessica là album nhạc Giáng Sinh tên ReJoyce: The Christmas Album (2004) được ra mắt vào ngày 23 tháng 11. Album đạt thứ hạng 14 trên bảng xếp hạng Billboard 200, và nhận chứng chỉ vàng của Hiệp hội thu âm Mỹ vì đã bán được 500 ngàn bản. Vào tháng 2 năm 2005, Jessica cùng Randi Shinder ra mắt dòng sản phẩm trang điểm có thể ăn được mang tên Dessert Treats, hướng tới người tiêu dùng trẻ. Tuy nhiên cả hai dòng sản phẩm bị ngưng sản xuất cho vấn đề kiện cáo.
Jessica trình diễn ca khúc "The Star-Spangled Banner" ở chương trình Indy năm 2005. Jessica tiếp tục cho ra mắt dòng sản phẩm mang tên The Jessica Simpson Collection, hợp tác với Tarrant Apparel Group cho ra mắt dòng sản phẩm thời trang mang tên Princy and JS by Jessica Simpson. Công ty tiếp tục phát triển qua từng năm, và vào năm 2014 đạt doanh thu hơn 1 tỉ đôla. Jessica bắt đầu sự nghiệp diễn xuất của mình với vai diễn Daisy Duke trong bộ phim The Dukes of Hazzard (2005). Bộ phim nhận nhiều ý kiến tiêu cực từ các nhà phê bình phim, mặc dù có doanh thu hơn 111 triệu đôla Mỹ toàn thế giới. Cô cũng thu âm ca khúc chủ đề "These Boots Are Made For Walking" (2005) để quảng bá cho bộ phim; ca khúc được triển khai từ bài hát gốc có cùng tựa đề của Nancy Sinatra. Bài hát lọt vào top 20 của bảng xếp hạng Billboard Hot 100, trở thành đĩa đơn thành công nhất của cô tới thời điểm bấy giờ. Video nhạc có sự góp mặt của Jessica trong vai Daisy Duke, gây nhiều ý kiến tranh cãi về việc Jessica mặc bikini trong lúc đang diễn rửa xe. Video bị cấm chiếu ở một vài quốc gia. Vào tháng 11 năm 2005, Jessica và Nick tuyên bố cả hai li thân. Jessica đệ đơn ly hôn vào tháng 12 năm 2005 vì những hòa hợp không thể hòa giải được. Cuộc ly hôn của cả hai được nhiều người biết đến và được hoàn thành vào ngày 30 tháng 6 năm 2006. Có tin cho rằng Jessica đã phải trả 12 triệu đôla cho Nick vì cô đã không kí đơn không chia tài sản trước khi kết hôn. Vào một cuộc phỏng vấn năm 2015, Jessica nói rằng cuộc hôn nhân với Nick là "một sự tổn thất kinh tế".

### 2006-09: Trì hoãn hợp đồng quảng cáo và chỉ trích từ truyền thông
Jessica hẹn hò với ca sĩ-người viết nhạc John Mayer nhưng mối quan hệ giữa hai người liên tục nóng lạnh cả năm trời, từ tháng 8 năm 2006, 9 tháng kể từ sau li hôn với chồng cũ. Cô bắt tay vào thu âm album thứ 5 vào năm 2005. Mãi cho đến tháng 3 năm 2006, Jessica mới xác nhận là đã dừng hợp đồng với hãng Columbia Records mà cô từng gắn bó lúc mới bắt đầu sự nghiệp, Jessica sau đó đã kí hợp đồng thu âm mới với hãng Epic Records. Jessica cùng stylist Ken Paves cùng nhau ra mắt dòng sản phẩm chăm sóc tóc trên kênh Home Shopping vào năm 2006. Cô cũng phát hành đĩa đơn mới là "A Public Affair" (2006) vào này 29 tháng 6. Bài hát lọt vào top 20 trên bảng xếp hạng Billboard Hot 100 và nhận chứng chỉ vàng từ Hiệp hội thu âm Mỹ cho doanh số bán hơn 500 ngàn bản ở Mỹ. Đĩa đơn có giai điệu sôi động mặc dù ám chỉ về việc chia tay được phát hành chỉ trước một ngày đơn li hôn của Jessica và Nick được thông qua. Bài hát cũng lọt top 10 trên iTune Store cùng thời điểm với đĩa đơn của em gái Jessica là "Invisible" (2006), đánh dấu lần đầu tiên có hai chị em có bài hát xuất hiện cùng lúc trong top 10.
Album "A Public Affair" (2006) đạt vị trí thứ năm trên bảng xếp hạng Billboard 200 với số lượng đĩa bán ra vào tuần đầu tiên là 101 ngàn bản. Tuy nhiên, đây lại không được xem là thành công đáng kể so với những gì mà album In This Skin (2003) đạt được với doanh số bán hơn 500 ngàn bản ở thị trường Mỹ. Bản hành khúc mạnh mẽ tên "I Belong To Me" (2006) là đĩa đơn thứ hai cũng là cuối cùng trong album không đạt được thành công thương mại như mong đợi. Jessica tham gia bộ phim hài Employee of The Month (2006) ra rạp vào tháng 10. Bộ phim nhiều chỉ trích từ các nhà phê bình phim và không đạt được thành công thương mại như mong đợi. Cô trình diễn bài hát "9 to 5" (1980) của ca sĩ Dolly Parton như một hành động tri ân tới nữ ca sĩ tại Lễ trao giải Kenndey Center vào tháng 12 năm 2006. Tuy nhiên màn trình diễn nhận nhiều chỉ trích thậm tệ do Jessica quên lời bài hát; Jessica thậm chí còn được ghi hình lại lần nữa nhưng cuối cùng màn trình diễn cũng bị cắt lúc phát sóng. Màn trình diễn không tốt của hai chị em nhà Simpson bị các nhà phê bình đánh giá, dẫn đến việc sự nghiệp của em gái Jessica bị đi xuống.
Vào tháng 11 năm 2007, Jessica bắt đầu hẹn hò với cầu thủ của đội Dallas Cowboy là Tony Romo. Người hâm mộ lại chỉ trích mối quan hệ này và đổ lỗi Jessica là người làm Tony mất phong độ thi đấu. Một số người còn mỉa mai Jessica là "Yoko Romo" ám chỉ như việc Yoko Ono là nguyên nhân khiến nhóm The Beatles tan rã. Tổng thống Mỹ lúc bấy giờ là George W. Bush cũng có ý kiến về mối quan hệ của Jessica và Tony, ám chỉ rằng Jessica là nguyên do của việc Tony thi đấu mất phong độ. Vào tháng 7 năm 2009, cả hai đã chia tay. Jessica nhận vai trong phim Blone Ambition (2008) cùng với diễn viên Luke Wilson; bộ phim được ra rạp một thời gian ngắn trước khi được chiếu trên đài truyền hình. Cô cũng góp vai trong phim theo phong cách quay video tên Private Valentine: Blonde and Dangerous (2008), thủ vai một diễn viên nữ tham gia quân đội. Bộ phim nhận được rất nhiều ý kiến tiêu cực sau công chiếu. Jessica hợp tác với Parlux Fragrances để ra mắt dòng nước hoa mới của mình tên Fancy vào năm 2008. Fancy nhận được rất nhiều nhận xét tích cực từ người tiêu dùng.
Album phòng thu thứ 6 được Jessica thực hiện vào năm 20017, cha của cô cũng thông báo là album lần này sẽ mang thể loại nhạc đồng quê. Jessica nói rằng cô lớn lên dưới sự ảnh hưởng của nhạc đồng quê cho nên muốn được trả đáp lại. Jessica phát hành bài hát "Come On Over" (2008) là đĩa đơn chính vào ngày 20 tháng 6. Bài hạt leo lên hạng 41 trên bảng xếp hạng nhạc đồng quê Billboard, trở thành bài hát có thứ hạng cao nhất của nghệ sĩ chỉ mới thử nghiệm phong cách nhạc đồng quê như Jessica. "Do you know" được phát hành vào ngày 9 tháng 9, có doanh số bán ra hơn 200 ngàn bản ở Mỹ tính trong năm 2012. Jessica cũng mở đầu tour diễn Bob That Head (2009) của nhóm nhạc đồng quê Rascal Flatts từ tháng 1 tới tháng 3 năm 2009. Việc Jessica có ý định chuyển sang phong cách nhạc đồng quê bị nhiều nhà phê bình lên tiếng phản đối. Nhất phải kể đến việc Jessica bị đám đông khán giả phản đối trong lúc đang trình diễn ở Lễ hội nhạc đồng quê ở Wisconsin.

### 2010-nay: Làm mẹ, cuộc hôn nhân thứ hai và tập trung vào kinh doanh
Series The Price of Beauty của Jessica được lên sóng vào tháng 3 năm 2010. Series chủ yếu về việc theo chân Jessica khắp nơi trên thế giới để tìm hiểu góc nhìn về cái đẹp ở nhiều vùng và nhiều miền văn hóa khác nhau. Tập đầu tiên thu hút hơn 1 triệu lượt người xem, Jessica cũng tiết lộ là series sẽ trở lại vào năm 2011 với sự thay đổi về format; tuy nhiên kế hoạch này không bao giờ được thực hiện. Jessica lên kế hoạch thu âm album phòng thu thứ 7 và cũng là album cuối cùng được ra mắt dưới trướng của hãng Epic Records mặc dù trước đó album tên tuyển tập những bài hát hay nhất của Jessica đã được ra mắt vào năm 2011. Album ra mắt mà không có quảng bá và không thành công mấy. Sau đó cô kí hợp đồng thu âm với eleven và hãng Primary Wave Music và bắt tay vào thực hiện album chủ đề nhạc Giáng Sinh thứ 7 của mình. Happy Christmas (2010) được ra mắt vào ngày 22 tháng 11; chỉ xuất hiện mấp mé ở bảng xếp hạng Billboard trước khi biến mất khỏi bảng xếp hạng. Jessica hẹn hò với cựu cầu thủ NFL Eric Johnson vào tháng 5 năm 2010; cặp đôi tuyên bố đính hôn vào tháng 11 năm 2010 sau đó.
Jessica cùng với Nicole Richie đảm nhận vai mentor của chương trình truyền hình thực tế Fashion Star của kênh NBC. Nội dung của chương trình là một nhóm các nhà thiết kế sẽ tạo ra các mẫu trang phục mỗi tuần theo chủ đề, mỗi tuần sẽ có người bị loại. Mùa thứ hai của series được lên sóng vào 2013, mặc dù bị hủy không lâu sau đó. Sau nhiều tháng bị đồn đoán, Jessica cũng xác nhận là mình đang mang thai con đầu lòng vào mùa Halloween năm 2011. Cô kí hợp đồng trị giá triệu đô với Weight Watchers vào năm 2012, cam kết thực hiện kế hoạch ăn kiêng của hãng để cân bằng cân nặng suốt thai kì. Jessica cũng ghi hình quảng cáo của hãng và lên sóng vào tháng 9 năm 2012. Con trai đầu lòng của Jessica là Maxwell Drew Johnson ra đời vào ngày 1 tháng 5 năm 2012. Cô cũng ra mắt dòng sản phẩm quần áo dành cho thai phụ vào năm 2012. Đồng thời giới thiệu nước hoa mới mang tên Vintage Bloom được truyền cảm hứng khi Jessica được làm mẹ. Cô cũng lên tiếng về việc đang mong chờ đứa con tiếp theo với Eric vào tháng 12 năm 2012. Theo sau đó, Weight Watchers cũng thông báo là Jessica sẽ dừng mọi hoạt động quảng bá cho hãng. Jessica sinh con trai thứ hai tên Ace Knute Johnson vào ngày 30 tháng 6 năm 2013. Cô cho ra mắt dòng sản phẩm trang trí nội thất phòng ngủ bao gồm trải giường với phong cách bohemian họa tiết hoa. Vào tháng 8 năm 2014, nước hoa mới cũng được giới thiệu. Jessica và Eric chính thức kết hôn vào này 5 tháng 7 năm 2014 ở Montecito, California.
Jessica xác nhận rằng mình sẽ thực hiện album mới vào năm 2015, sau khi hợp đồng với Primary Waves kết thúc. Jessica hợp tác với Linda Perry được cô tiết lộ vào năm 2016. Vào tháng 8 năm 2015, cô đảm nhận vai trò dẫn chương trình trên kênh HSN đồng thời cũng quảng bá sản phẩm của riêng mình. Doanh thu rất thành công dẫn tới việc Jessica ra mắt dòng thời trang thể thao tên Warm Up, có mặt bày bán ở khắp các hệ thống bán lẻ ở Mỹ. Dòng sản phẩm được mở rộng vào thán 8 năm 2016 bao gồm giày thể thao, Jessica nói rằng cô sẽ tập trung hơn vào dòng sản phẩm này trong tương lai.

## Phong cách âm nhạc
Những người có ảnh hưởng tới phong cách âm nhạc của Jessica là Mariah Carey, Aretha Franklin, Sade và Whitney Houston. Lúc mới đầu Jessic định hình phong cách âm nhạc của mình là ca sĩ dòng nhạc nhà thờ, sau này cô cũng hoàn thành album nhạc nhà thờ. Khi cô kí hợp đồng thu âm với hãng Columbia Records, Jessica lại làm album nhạc pop. Jessica cũng từng thu âm vài ca khúc nhạc nhà thờ trong vài năm sau đó, bao gồm "Pray Out Loud" (2008). Album đầu tay của cô là album toàn bài hát nhạc pop và ballads, chủ yếu để nhấn mạnh giọng hát của Jessica. Ấn tượng nhất phải kể đến bài hát "I Wanna Love You Forever" (1999). Phong cách âm nhạc của cô được so sánh rất nhiều với Mariah Carey. Trong album Irresistable (2001), Jessica bắt đầu thu âm các ca khúc sôi động hơn, giống như phong cách âm nhạc của Britney Spears. Ca khúc "Irresistible" và "A Little Bit" có lời bài hát táo bạo hơn những bài trước, như Jessica đã từ mô tả rằng từng album giống như đánh dấu thời gian trưởng thành của cô. Trong thời gian diễn ra tour Total Request Live (2001) và tour DreamChaser (2001), Jessica cũng mời nhiều vũ công nhảy phụ họa cho màn trình diễn của mình.
Album phòng thu thứ ba của cô được thu âm vào năm 2002, dự Missy Elliott đảm nhận phần sản xuất. Tuy nhiên sau đó kế hoạch bị chuyển hướng, chồng lúc bấy giờ là Nick mô tả đây là "rất mộc mạc" so với những album trước đó. Jessica cũng tham gia sáng tác viết lời, điều mà cô rất lo lắng trong quá khứ. Kết quả là In This Skin (2003) ra đời mà trang AllMusic đã mô tả là "vẫn trong giới hạn nhạc dance pop trong khi hơi hướng tới phong cách diva mà Jessica vẫn luôn mong muốn trở thành". Cô trải nghiệm phong cách nhạc đồng quê với ca khúc "These Boots Are Made for Walkin" (2005) cho phim "The Dukes of Hazzard" (2005). Cô tiếp tục thử nghiệm phong cách nhạc đồng quê trong ca khúc "Push Your Tush" (2006). Đa số các ca khúc trong album thứ 5 đều có giai điệu sôi động như "A Public Affair" và bản cover "You Spin Me Round (Like a Record)". Do bị ảnh hưởng bởi các nghệ sĩ như Faith Hill, Shania Twain và Martina Mcbride, Jessica cho ra đời album nhạc đồng quê tên Do You Know (2008). Trong suốt sự nghiệp âm nhạc của mình, Jessica cũng trải nghiệm nhiều phong cách âm nhạc khác nhau như hai album nhạc Giáng sinh năm 2004 và 2010.

## Hình ảnh công chúng
Ra mắt "Sweet Kisses" (1999), Jessica cùng nhóm quản lý của mình quảng bá hình ảnh "không gợi cảm" nhưng một mặt đối lập với những nghệ sĩ lúc bấy giờ là Britney Spears và Christina Aguilera vốn nổi tiếng với concept như vậy khi mới ra mắt. Đa số các ca khúc trong album hát về "tình yêu", Jessica từng nhấn mạnh rằng mình sẽ không quan hệ tình dục cho tới khi kết hôn. Mặc dù bán ra 4 triệu bản toàn thế giới nhưng con số này lại không như hãng Columbia Records mong đợi; kết quả là hãng mong muốn Jessica sẽ hướng tới hình ảnh trưởng thành hơn cho album thứ 2. Hình ảnh sau đó của Jessica cũng được điều chỉnh lại với việc Jessica hát nhiều bài hát có lời táo bạo và mặc quần áo khá hở hang. Sự thay đổi này nhận nhiều chỉ trích từ các nhà phê bình, cho rằng Jessica đang "cố quá" để đạt được thành công như Britney Spears.
Trở nên nổi tiếng hơn với show truyền hình cùng Nick, Jessica bị xem là "cô gái tóc vàng hoe ngốc nghếch" vì những phát ngôn của mình trong chương trình. Trong đó, Jessica cũng tiết lộ là mình chỉ quan hệ sau đám cưới; Jessica ra mắt ca khúc "Sweetest Sin" (2003) về việc trao sự trinh trắng cho Nick. Trong khi tiếp tục đạt được nhiều thành công trong sự nghiệp, Jessica được xem là biểu tượng gợi cảm bởi truyền thông, cô đứng hạng thứ 53 trên bảng xếp hạng Maxim Hot 100. Jessica đứng hạng nhất vào năm 2004. Jessica cũng thổ lộ rằng "thật vui vì được nhiều thanh niên yêu thích...điều này còn vui hơn đứng ở hạng 101". Năm kế tiếp, cô đứng hạng 9. Năm 2006, cô xuất hiện ở hạn 18. Jessica cũng làm gương mặt ảnh bìa cho tuần báo lần đó. Hình tượng Daisy Dukes khiến cho nhiều người nghĩ cô là quả bom gợi cảm, cô cũng ghi hình quảng cáo Pizza Hut với hình tượng Daisy Dukes được chiếu trong lúc diễn ra Super Bowl năm 2006 và 2007. Ngoài ra hình tượng Daisy Dukes còn xuất hiện trên DirectTV.
Cân nặng của Jessica cũng là chủ đề bàn tán trong giới truyền thông bắt đầu từ năm 2007 và càng lúc càng thậm tệ về sau. Mặc dù việc chỉ trích cân nặng của Jessica kéo dài trong suốt năm 2008, đỉnh điểm là năm 2009 khi Jessica đang chuyển hướng sang phong cách nhạc đồng quê. Jessica mặc một bộ trang phục bao gồm quần jeans, thắt lưng cùng áo không tay đã làm dấy lên phê bình của khắp mọi người rằng bộ trang phục này "không tôn đágg" cô. Jessica lên tiếng chống trả, cùng với em gái nói rằng cô vẫn rất tự tin với những gì cô có. Việc chỉ trích cân nặng kéo dài cho tới khi Jessica có con, mặc dù Jessica nói rằng cô đã giảm cân nhiều sau khi sinh con. Jessica là người theo đảng Cộng Hòa và cô công khai ủng hộ cựu tổng thống George W. Bush trong chiến dịch tranh cử năm 2004, mặc dù có lần Jessica cũng đã hủy việc xuất hiện ở buổi lễ gây quỹ cho đảng Cộng Hòa năm 2006 vì cô cho rằng nó "không phù hợp". Dù là người theo đảng Cộng Hòa, Jessica lại ủng hộ cựu phu nhân tổng thống Mỹ Michelle Obama trong suốt thời gian tại vị, cô nói rằng "Bà ấy là một người phụ nữ phi thường và ở bên cạnh một người đàn ông quyền lực...Mọi thứ bà ấy làm đều ánh lên sự tự tin quyết đoán".
- 1999-2001: Xuất hiện cùng công chúa nhạc pop Britney Spears và Christina Aguilera, được biết đến album đầu tay I Wanna Love You Forever.
- 2002: Kết hôn với Nick Lachey.
- 2005: 25 tuổi. Bắt đầu sự nghiệp diễn xuất với bộ phim The Dukes of Hazzard.
- 2006-2007: 30 tháng 6 năm 2006 ly hôn xong, trở lại với âm nhạc và điện ảnh.

Từ năm 2003, cô là đại sứ thanh niên quốc tế của chương trình phẫu thuật nụ cười.

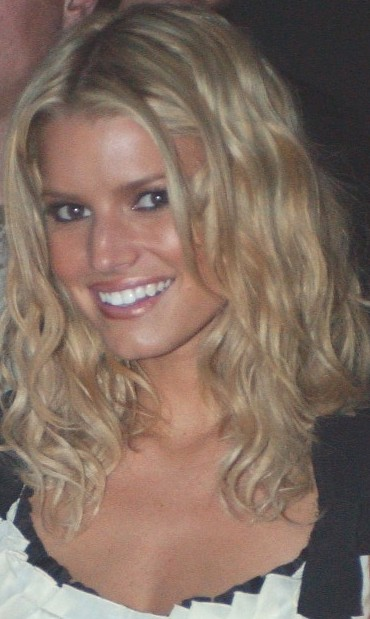
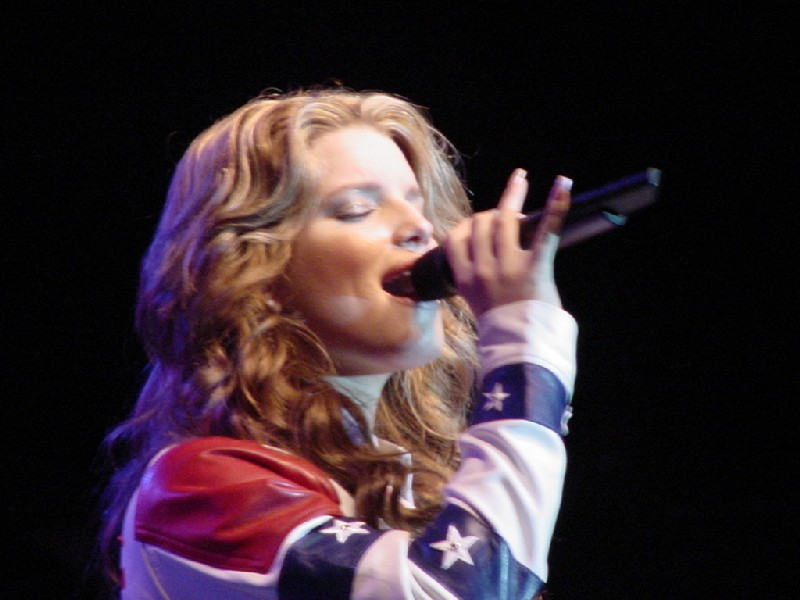
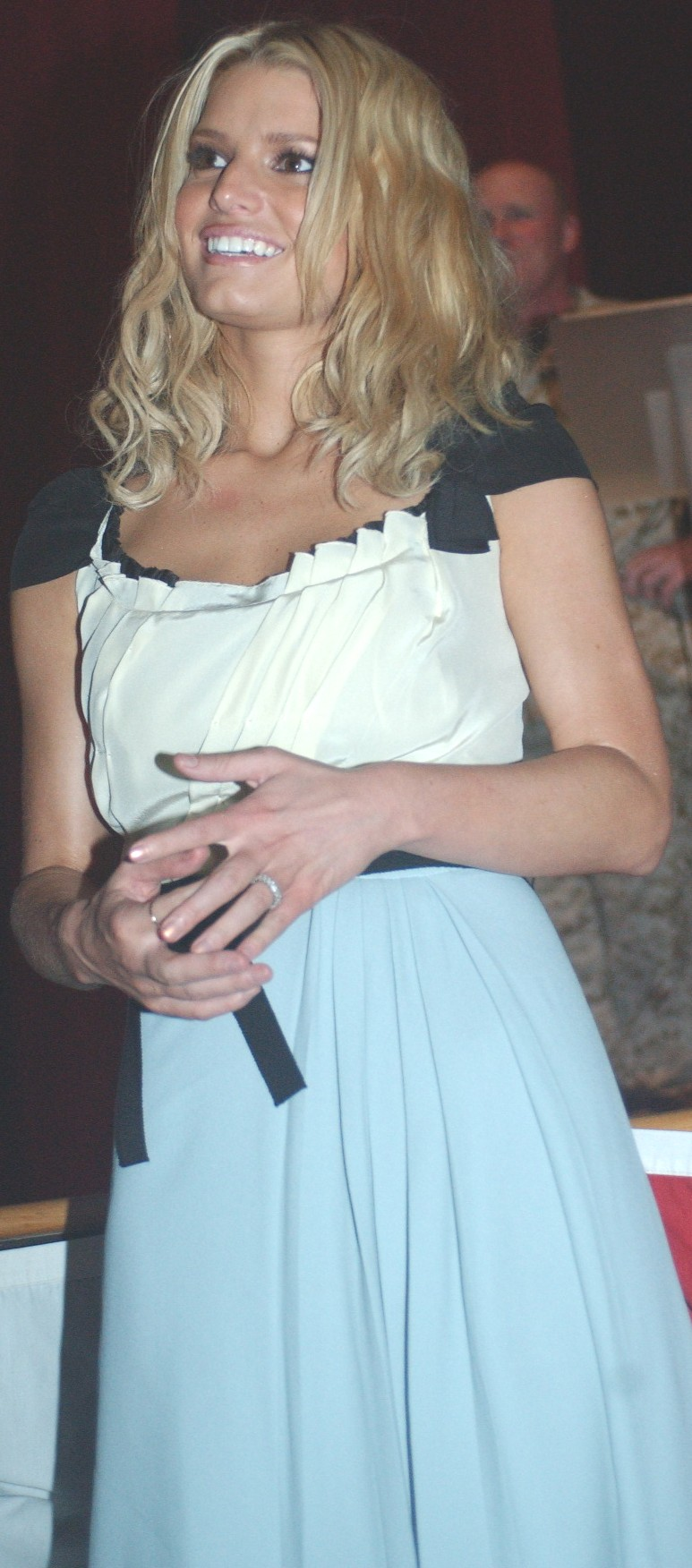
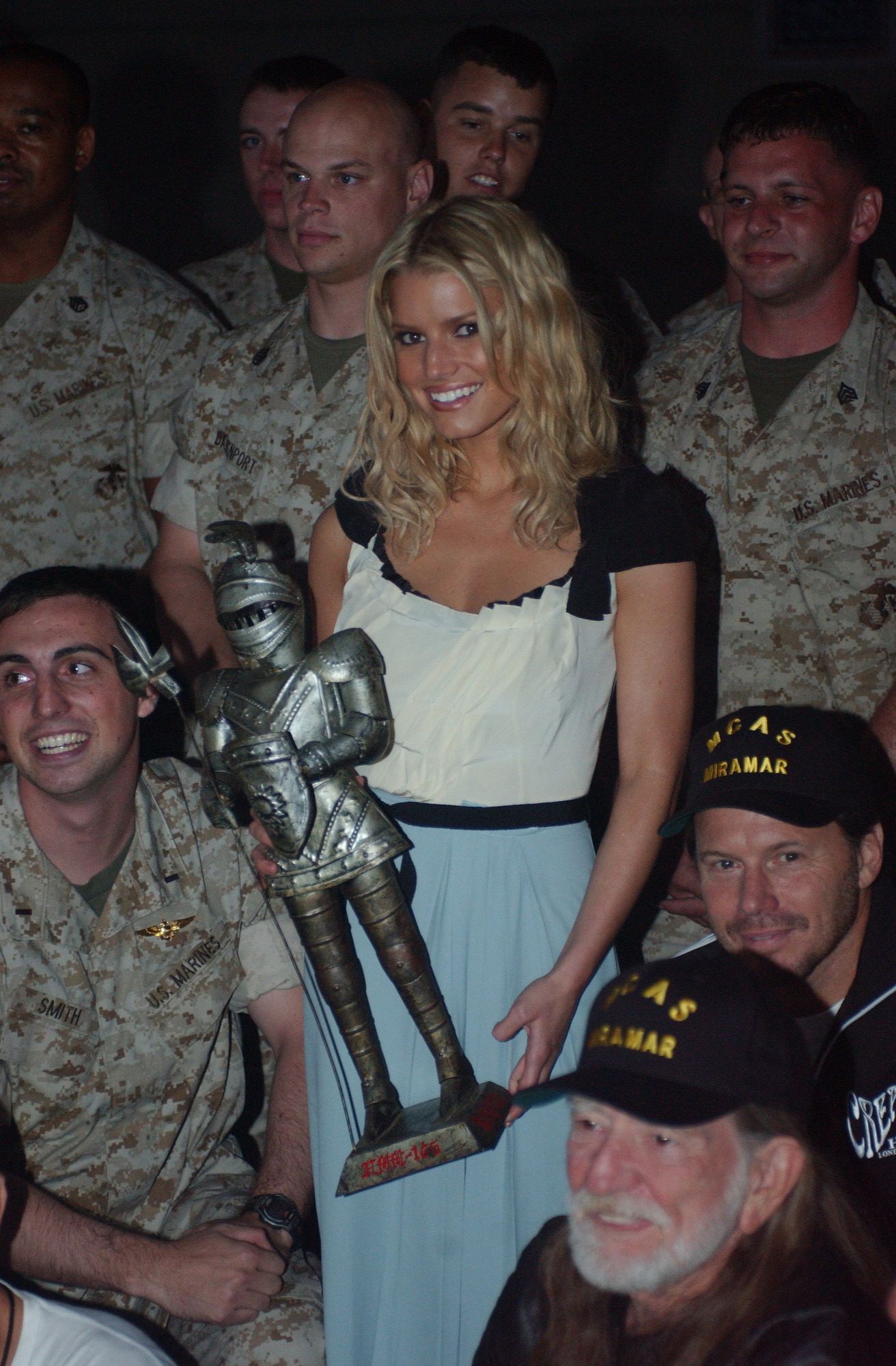

## Danh sách đĩa hát

### Studio albums
| 1999                                    | Sweet Kisses - Phát hành: ngày 23 tháng 11 năm 1999 - Nhãn đĩa: Columbia - Format: CD, cassette, vinyl            | 25 | 34 | 36  | 5  | —  | 43 | —  | —   | 16 | 52 | - US: 2× Platinum - CAN: Platinum - NOR: Gold            | - World: 4,000,000 |
| 2001                                    | Irresistible - Phát hành: ngày 5 tháng 6 năm 2001 - Nhãn đĩa: Columbia - Format: CD, Cassette, vinyl              | 6  | 13 | 102 | 15 | 34 | 58 | —  | —   | 24 | 81 | - US: Gold - CAN: Gold - JPN: Gold - SWI: Gold           | - World: 3,000,000 |
| 2003                                    | In This Skin - Phát hành: ngày 19 tháng 8 năm 2003 - Nhãn đĩa: Columbia - Format: CD, Tải nhạc số                 | 2  | 21 | 36  | 78 | —  | —  | 27 | 117 | 89 | 13 | - US: 3× Platinum - CAN: Gold - AUS: Platinum - NZ: Gold | - World: 7,000,000 |
| 2006                                    | A Public Affair - Phát hành: ngày 26 tháng 8 năm 2006 - Nhãn đĩa: Epic - Format: CD, tải nhạc số                  | 5  | 6  | 65  | —  | —  | —  | 32 | —   | 22 | 33 | - US: Gold - CAN: Gold                                   | - World: 900,000   |
| 2008                                    | Do You Know[A] - Phát hành: ngày 9 tháng 9 năm 2008 - Nhãn đĩa: Epic/Columbia Nashville - Format: CD, tải nhạc số | 4  | 13 | 42  | —  | —  | —  | —  | —   | —  | 95 | - US: —                                                  | - World: 278,000   |
| "—" denotes releases that did not chart | |    |    |     |    |    |    |    |     |    |    |                                                          |                    |

Notes
- A^ Do You Know peaked at #1 on the U.S. Billboard Top Country Albums chart and the Canada Top 50 Country Albums chart.

Album trộn:
| Năm  | Album                                                                                  | US |
| ---- | -------------------------------------------------------------------------------------- | -- |
| 2002 | This Is the Remix - Release date: ngày 2 tháng 7 năm 2002 - Nhãn đĩa: Columbia Records | 18 |

Album ngày lễ:
| Năm  | Album                                                                                               | US | Certifications |
| ---- | --------------------------------------------------------------------------------------------------- | -- | -------------- |
| 2004 | Rejoyce: The Christmas Album - Release date: ngày 23 tháng 11 năm 2004 - Nhãn đĩa: Columbia Records | 14 | - US: Gold     |

### Đĩa đơn
| Năm  | Đĩa đơn                            | Vị trí đỉnh bảng xếp hạng | Vị trí đỉnh bảng xếp hạng | Vị trí đỉnh bảng xếp hạng | Vị trí đỉnh bảng xếp hạng | Vị trí đỉnh bảng xếp hạng | Vị trí đỉnh bảng xếp hạng | Vị trí đỉnh bảng xếp hạng | Vị trí đỉnh bảng xếp hạng | Vị trí đỉnh bảng xếp hạng | Vị trí đỉnh bảng xếp hạng | Chứng nhận                                 | Album                                             |
| Năm  | Đĩa đơn                            | US                        | UK                        | IRE                       | AUS                       | NZ                        | CAN                       | SWE                       | BEL                       | GER                       | SWI                       | Chứng nhận                                 | Album                                             |
| ---- | ---------------------------------- | ------------------------- | ------------------------- | ------------------------- | ------------------------- | ------------------------- | ------------------------- | ------------------------- | ------------------------- | ------------------------- | ------------------------- | ------------------------------------------ | ------------------------------------------------- |
| 1999 | "I Wanna Love You Forever"         | 3                         | 7                         | 13                        | 9                         | 16                        | 9                         | 5                         | 11                        | 27                        | 7                         | - US: Platinum - AUS: Platinum - SWE: Gold | Sweet Kisses                                      |
| 2000 | "Where You Are" (with Nick Lachey) | 62                        | —                         | —                         | —                         | —                         | 22                        | —                         | —                         | —                         | —                         |                                            | Sweet Kisses                                      |
| 2000 | "I Think I'm in Love with You"     | 21                        | 15                        | 24                        | 10                        | 20                        | 14                        | 47                        | 5                         | 39                        | 41                        | - AUS: Gold                                | Sweet Kisses                                      |
| 2001 | "Irresistible"                     | 15                        | 11                        | 18                        | 21                        | 41                        | 16                        | 17                        | 2                         | 10                        | 20                        | - AUS: Gold - SWI: Gold                    | Irresistible                                      |
| 2001 | "A Little Bit"[A]                  | —                         | —                         | —                         | 62                        | —                         | —                         | —                         | —                         | —                         | —                         |                                            | Irresistible                                      |
| 2003 | "Sweetest Sin"                     | 124                       | —                         | —                         | —                         | —                         | —                         | —                         | —                         | —                         | —                         |                                            | In This Skin Standard and Collector Editions      |
| 2003 | "With You"                         | 14                        | 7                         | 11                        | 4                         | 39                        | —                         | —                         | —                         | —                         | —                         | - US: Gold - AUS: Platinum                 | In This Skin Standard and Collector Editions      |
| 2004 | "Take My Breath Away"              | 20                        | 159                       | —                         | 15                        | —                         | 10                        | 43                        | 12                        | —                         | —                         | - US: Gold - AUS: Gold                     | In This Skin Standard and Collector Editions      |
| 2004 | "Angels"                           | 106                       | —                         | —                         | 27                        | —                         | —                         | —                         | —                         | —                         | —                         |                                            | In This Skin Standard and Collector Editions      |
| 2005 | "These Boots Are Made for Walkin'" | 14                        | 4                         | 2                         | 2                         | 10                        | —                         | —                         | 14                        | 17                        | 16                        | - US: Gold - AUS: Platinum                 | A Public Affair Standard and Bonus Track Editions |
| 2006 | "A Public Affair"                  | 14                        | 20                        | 9                         | 17                        | —                         | 8                         | 36                        | —                         | 72                        | —                         | - US: Gold                                 | A Public Affair Standard and Bonus Track Editions |
| 2006 | "I Belong to Me"                   | 110                       | —                         | —                         | —                         | —                         | —                         | —                         | —                         | —                         | —                         |                                            | A Public Affair Standard and Bonus Track Editions |
| 2008 | "Come On Over"                     | 65                        | 81                        | —                         | —                         | —                         | 60                        | —                         | —                         | —                         | —                         |                                            | Do You Know                                       |
| 2008 | "Remember That"                    | 101                       | —                         | —                         | —                         | —                         | 88                        | —                         | —                         | —                         | —                         |                                            | Do You Know                                       |

Notes
- A^ "A Little Bit" was only released outside of the Hoa Kỳ.
- Two of Jessica Simpson's songs made the Billboard Hot Country Songs chart in 2008; "Come On Over" (#18) and "Remember That" (#41).

### Đĩa đơn khuyến mại
| Năm  | Đĩa đơn                                                             | Xếp hạng | Xếp hạng | Xếp hạng | Album                        |
| Năm  | Đĩa đơn                                                             | US       | US Pop   | US AC    | Album                        |
| ---- | ------------------------------------------------------------------- | -------- | -------- | -------- | ---------------------------- |
| 2001 | "I Never"A                                                          | —        | —        | —        | Irresistible                 |
| 2001 | "When You Told Me You Loved Me"B                                    | —        | —        | —        | Irresistible                 |
| 2002 | "Irresistible" (So So Def Remix) (có sự tham gia của Lil Bow Wow) C | —        | —        | —        | This Is the Remix            |
| 2004 | "Let It Snow, Let It Snow, Let It Snow" D                           | —        | —        | 20       | Rejoyce: The Christmas Album |
| 2004 | "What Christmas Means to Me"D                                       | —        | —        | 8        | Rejoyce: The Christmas Album |
| 2004 | "O Holy Night"D                                                     | —        | —        | 8        | Rejoyce: The Christmas Album |
| 2007 | "You Spin Me Round (Like a Record)"                                 | 120      | 95       | —        | A Public Affair              |
| 2009 | "Pray Out Loud"E                                                    | —        | —        | —        | Do You Know                  |

- A Released only in the TV Shows performances.
- B Released only in Brazil, as soundtrack of "As Filhas Da Mae."
- C Promotional single only in U.S.
- D Released only in Christmas days, in U.S., Canada, UK, Australia and Asia.
- E Promotional single to U.S. and Canada country radio.

## Danh sách phim ảnh
| Phim                         | Phim                                  | Phim                | Phim |
| Năm                          | Phim                                  | Vai                 | Ghi chú |
| ---------------------------- | ------------------------------------- | ------------------- | --- |
| 2005                         | The Dukes of Hazzard                  | Daisy Duke          | |
| 2006                         | Employee of the Month                 | Amy Renfro          | |
| 2007                         | Blonde Ambition                       | Katie Gregerstitch  | |
| 2008                         | The Love Guru                         | Herself             | Cameo |
| 2008                         | Private Valentine: Blonde & Dangerous | Megan Valentine     | |
| Television                   |                                       |                     | |
| Năm                          | Phim                                  | Vai                 | Ghi chú |
| 2003—2005                    | Newlyweds: Nick and Jessica           | Herself             | Reality Television                                                                                              |
| 2004                         | Jessica                               | Jessica Sampson     | Pilot - Never broadcast ABC originally picked the series up in February 2004 but dropped the series in May 2004 |
| 2010                         | The Price of Beauty                   | Herself             | Reality Television                                                                                              |
| Television guest appearances |                                       |                     | |
| Năm                          | Phim                                  | Vai                 | Ghi chú |
| 2002                         | That '70s Show                        | Annette             | "Going to California" (episode 1, season 5)                                                                     |
| 2003                         | That '70s Show                        | Annette             | "Your Time Is Gonna Come" (episode 13, season 5) "Babe I'm Gonna Leave You" (episode 14, season 5)              |
| 2003                         | The Twilight Zone                     | Miranda Evans       | "The Collection" (Season 1, Episode 38)                                                                         |
| 2009                         | I Get That a Lot                      | Computer technician | Television special (1 episode)                                                                                  |